# Provincia del Brabante
Il Brabante è stata una provincia belga esistita fino al 1995, anno in cui venne divisa in Brabante Vallone, di lingua francese, Brabante Fiammingo, di lingua olandese, e Regione di Bruxelles, bilingue.

## Storia
Dopo la sconfitta di Napoleone nel 1814, il Regno Unito dei Paesi Bassi, consistente dei moderni Paesi Bassi, Belgio e Lussemburgo, fu creato al Congresso di Vienna nel 1815. L'ex Dipartimento della Dyle divenne la nuova provincia del Brabante Meridionale. Con l'indipendenza belga del 1830, il Brabante divenne la provincia centrale del Belgio, con capoluogo Bruxelles.
Nel 1989 venne creata la Regione di Bruxelles, ma la regione era ancora parte della provincia del Brabante. Nel 1995 la provincia del Brabante venne divisa in Brabante Fiammingo, Brabante Vallone e Regione di Bruxelles Capitale (bilingue).